# Maxime Mathy
Pour les articles homonymes, voir Mathy.

a Compétitions nationales et continentales officielles uniquement.

b Matchs officiels uniquement.
Dernière mise à jour le 27 août 2024.
Maxime Mathy, né le 24 octobre 1992 à Lons-le-Saunier, est un joueur français de rugby à XV qui évolue au poste de demi d'ouverture et de centre.

## Biographie

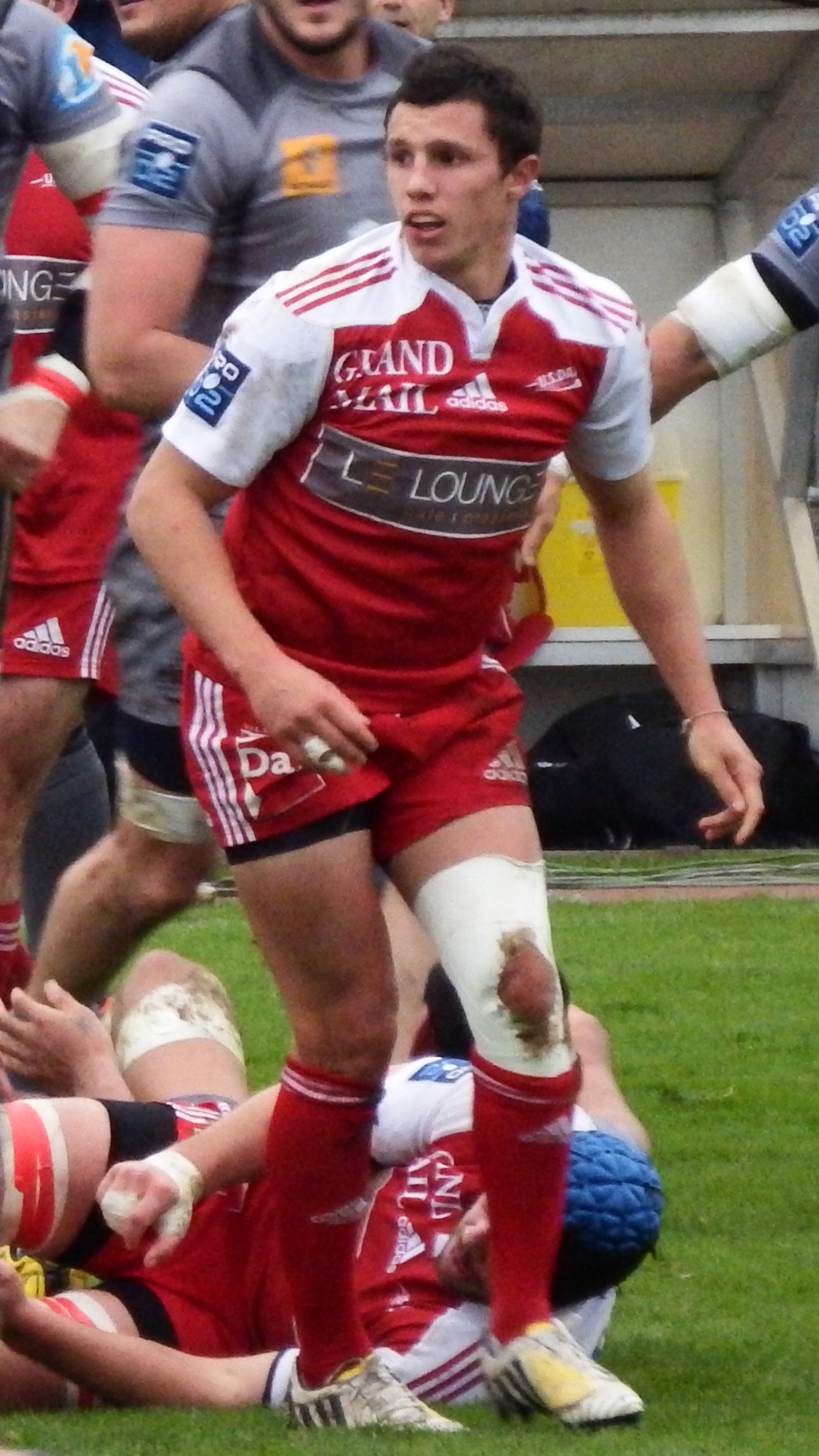
Maxime Mathy joue ses premiers matchs professionnels sous le maillot de l'US Dax, ici en 11 2013.

Maxime Mathy commence le rugby dans sa ville natale au sein du club du CS Lons,. Il rejoint plus tard le pôle espoirs de Dijon pendant deux ans. Après la liquidation judiciaire du Club sportif Lons Jura en 2009, Mathy continue de jouer à Lons-le-Saunier, au Cercle sportif lédonien nouvellement créé.
Mathy porte le maillot de l'équipe de France des moins de 18 ans en 2010, principalement dans le cadre du championnat d'Europe des moins de 18 ans qu'il remporte. Il porte encore la tunique bleue frappée du coq, tenue de l'équipe de France, l'année suivante en catégorie -19.
Lors d'une compétition junior des comités, il est contacté par Jérôme Daret pour rejoindre le centre de formation de l'US Dax, lui et plusieurs autres pensionnaires du pôle espoirs. Il accepte alors de rejoindre le club de Pro D2 en compagnie d'Étienne Quiniou et de Kévin Boukechiche à l'intersaison 2010,. Il joue son premier match professionnel en 2012, signant par la suite son premier contrat espoir pour deux années,. À la fin de la saison 2014, Mathy signe son premier contrat professionnel, d'une durée de deux ans, avec le club de la cité thermale landaise.
Il rejoint l'US Montauban à l'intersaison 2015 après la relégation de son club formateur en division fédérale ; Mathy avait déjà été sollicité par le club tarn-et-garonnais un an plus tôt, mais avait alors préféré rester fidèle à l'US Dax qui lui fait signer son contrat professionnel.
Au terme de la saison 2017-2018, il intègre par la suite les Baby Barbarians, sélection qui regroupe les meilleurs joueurs français de Pro D2, pour une rencontre amicale internationale contre la Géorgie le 31 mai. Dans un match très serré de bout en bout, les Baby Babaas s'inlinent 16 à 15 à Tbilissi.
Il prolonge son contrat à plusieurs reprises : en février 2017, en janvier 2019 pour trois saisons supplémentaires, ainsi qu'en février 2022 pour deux années. Au sein de l'effectif montalbanais, il occupe parfois le rôle de capitaine.
En fin de saison 2023-2024, il subit une rupture de ligament croisé. Son contrat avec l'US Montauban, arrivant à son terme à l'intersaison, n'est alors pas prolongé. Une fois sa période de convalescence terminée, il réintègre le groupe professionnel montalbanais, signant un nouveau contrat jusqu'à la fin de l'exercice le 2 décembre 2024. Après une qualification en phase finale, le club tarn-et-garonnais décroche son accession en Top 14 malgré sa 6e place, s'imposant en déplacement lors du barrage et de la demi-finale puis contre le première de la phase régulière en finale, le FC Grenoble, en finale.

## Palmarès

### En club
- Championnat de France de 2e division :
  - Vainqueur : 2025 avec l'US Montauban[note 1].

### En équipe nationale
- Championnat d'Europe des moins de 18 ans :
  - Champion : 2010 (en).